# Roland Laclé
Roland Hyacinth Laclé (Aruba, 17 oktober 1939 – aldaar, 12 oktober 1997) was een Arubaans politicus. 

## Loopbaan
Na zijn studie tot ingenieur in Breda was Laclé werkzaam op Aruba in het onderwijs en later bij de Water- en Energiebedrijf (WEB). 
Laclé begon zijn politieke loopbaan in 1967, toen hij zich aansloot bij UNA-P.P., de combinatie van drie kleine politieke partijen op Aruba – Union Nacional Arubana (UNA), Partido Independiente Arubano (PIA) en PRO, die in 1969 samen met de Arubaanse Volkspartij (AVP) deelnam aan de Statenverkiezing. 
In 1971 was hij een van de medeoprichters van de Movimiento Electoral di Pueblo (MEP). Als lid van de MEP bekleedde Laclé tot aan zijn overlijden in 1997 verschillende politieke functies, zoals wethouder (diputado), parlementariër van zowel de Nederlandse Antillen als Aruba, minister van Verkeer en Communicatie van de Nederlandse Antillen, minister van Financiën van Aruba en gevolmachtigde minister van Aruba.
Laclé ontving in 1994 de onderscheiding van ridder in de Orde van de Nederlandse Leeuw, die hem vanwege zijn gezondheidstoestand aan huis werd uitgereikt door minister Hirsch Ballin.
Hij was gehuwd met Jeannette Lacle en samen hadden zij twee zoons en twee dochters.